# Ängesbodtjärnen
Ängesbodtjärnen är en sjö i Östersunds kommun i Jämtland och ingår i Ljungans huvudavrinningsområde.